# Соколов, Иван Иванович (государственный деятель)
Иван Иванович Соколов (24 января 1902 — июнь 1980)— советский государственный и политический деятель, председатель Рязанского областного исполнительного комитета, участник Великой Отечественной войны, майор.

## Биография
Родился в 1902 году в деревне Голяди Клинского уезда Московской губернии Российской империи (ныне Дмитровского района Московской области) в семье русского крестьянина-бедняка. В 1913 году окончил трёхклассную сельскую школу и двухклассное железнодорожное училище на станции Клин Николаевской железной дороги. С мая 1917 г. мальчик конторы акционерного общества «Богатырь». Член РКП(б) с декабря 1919 года. 
С ноября 1919 г. председатель Клинского уездного комитета РКСМ. С декабря 1920 г. секретарь Давыдковского волостного комитета РКП(б) в г. Клин Московской губернии. С июня 1921 г. работал в хозяйстве отца в родной деревне. С августа 1921 г. ответственный секретарь Клинского уездного комитета ВЛКСМ. С июня 1924 г. заведующий Клинским уездным отделом народного образования. С декабря 1925 г. красноармеец 26-го Одесского пограничного отряда войск ОГПУ. С марта 1928 г. секретарь Давыдковского волостного комитета ВКП(б). 
С мая 1929 г. инструктор, заведующий организационным отделом Клинского уездного комитета ВКП(б), с августа 1929 г. заведующий организационным отделом Клинского районного комитета ВКП(б). С января 1930 г. уполномоченный, с июня 1930 г. инспектор Московской окружной контрольной комиссии рабоче крестьянской инспекции. С сентября 1930 г. заведующий организационным отделом Сходненского районного комитета ВКП(б) в Московской области. С ноября 1931 г. заведующий организационным отделом Куровского районного комитета ВКП(б) в Московской области. С марта 1933 г. учащийся Дома партийного образования Московского комитета ВКП(б) в г. Звенигород. С июля 1933 г. заведующий организационным отделом, с января 1934 г. заместитель секретаря Куровского районного комитета ВКП(б). С марта 1935 г. второй секретарь Рязанского районного комитета ВКП(б). С октября 1936 г. секретарь Веневского районного комитета ВКП(б) в Московской области. С 16 октября 1937 г. второй секретарь Организационного бюро ЦК ВКП(б) по Рязанской области. С февраля 1938 г. исполняющий обязанности, с 1 июля 1938 г. третий секретарь Рязанского обкома ВКПб. С 15 октября 1938 г. председатель Организационного комитета Президиума Верховного Совета РСФСР по Рязанской области. С декабря 1939 г. председатель Рязанского областного исполнительного комитета. С начале Великой Отечественной войны в Красной армии. В июле 1941 г.  направлен на курсы усовершенствования высшего политического состава в п. Власиха. С сентября 1941 г. военный комиссар, заместитель по политической части командира 18-й запасной стрелковой бригады в г. Ижевск Удмуртской АССР. В связи с отменой института военных комиссаров и введение единоначалия в Красной армии в конце 1942 года переаттестован в майора. С июля 1943 г. секретарь партийной комиссии Московской Особой армии ПВО. С апреля 1944 г. заместитель командира 1760-го зенитно-артиллерийского полка по политической части 57-й зенитно-артиллерийской дивизии Центрального фронта ПВО. Летом 1944 г. был старший группы батарей следующих на салют. Демобилизован 20 сентября 1945 года. С ноября 1945 г. председатель Измаильского городского исполнительного комитета, с октября 1947 г. заведующий Измаильским областным отделом культпросветучреждений, с октября 1948 г. председатель облпрофсовета в г. Измаил Украинской ССР. С ноября 1952 г. слушатель Высших курсов профдвижения при ВЦСПС в Москве. С июля 1953 г. председатель Измаильского облпрофсовета. С июня 1954 г. секретарь Черновицкого облсовпрофа. 
С февраля 1962 г. персональный пенсионер союзного значения в Черновцах. 
Умер в июне 1980 г.
Избирался депутатом Верховного Совета РСФСР 1-го созыва.

## Воинские звания
Майор

## Награды
- Орден Красной Звезды (22.08.1944)[4];
- Медаль «За победу над Германией в Великой Отечественной войне 1941–1945 гг.» (09.05.1945)[4].